# Harald Ofstad
Harald Frithjof Seierstad Ofstad, född den 13 oktober 1920 i Bergen i Norge, död den 5 oktober 1994 i Oslo, var en norsk moralfilosof.  Han var professor i praktisk filosofi vid Stockholms universitet i mer än 30 år.   

## Biografi
Ofstad var yngste son till polismästaren Einar Ofstad och hans hustru Martha, född Ofstad.
Han tog norsk studentexamen 1939 och studerade först juridik med examen 1945, innan han övergick till filosofin, som han studerade under Arne Næss. Han var en del av "Bergengänget" och blev en av de mest framstående företrädarna för Næss "empiriska semantik"-metod.
Ofstad blev magister artium i filosofi 1946, studerade i USA vid Yale University och andra institutioner som Rockefellerstipendiat 1947–1949, och var stipendiat vid Universitetet i Oslo 1949–1954. Han tillträdde en professur i filosofi vid Universitetet i Bergen 1954, men efter bara ett år fick han en tjänst som professor i praktisk filosofi vid Stockholms universitet, där han stannade fram till sin pensionering 1987. Han återvände sedan till Bergen.

## Filosofiska idéer
Ofstads intresse för filosofi uppstod ur hans möte med nazismen under andra världskriget, då Norge var ockuperat av Nazityskland. Han tolkade nazismen som en manifestation av människans tendens att känna förakt för svaghet, en synpunkt som han utvecklade i sin bok Vår Förakt för svakhet (1971). Ofstad skrev även om moraliskt ansvar och fri vilja, pacifism och kärnvapenavskräckning ur ett etiskt perspektiv, samt om livskvalitet för personer med funktionsnedsättningar.  
Liksom många andra i sin generation, influerad av amerikanska samhällsvetare och av tänkare som Theodor Adorno, sökte han efter ursprunget till maktfullkomlighet och nationalism. Han var en av de mest citerade norska moralfilosoferna och deltog aktivt i den offentliga debatten i både Norge och Sverige. År 1978 blev han i en TV-debatt i NRK djupt oense med Thorkild Hansen om den senares bok Processen mod Hamsun.

## Hedersbetygelser
- Medlem av Det Norske Videnskaps-Akademi,
- Riddare av svenska Nordstjärneorden.